# Castleberry
Castleberry é uma cidade  localizada no estado americano do Alabama, no Condado de Conecuh.

## Demografia
Segundo o censo americano de 2000, a sua população era de 590 habitantes.
Em 2006, foi estimada uma população de 569, um decréscimo de 21 (-3.6%).

## Geografia
De acordo com o United States Census Bureau, a localidade tem uma área de 4,4 km², sem área coberta por água. Castleberry localiza-se a aproximadamente 55 m acima do nível do mar.

## Localidades na vizinhança
O diagrama seguinte representa as localidades num raio de 40 km ao redor de Castleberry.